# Quint Pedi (pintor)
Quint Pedi (en llatí Quintus Pedius) va ser un pintor romà de la darrera part del segle i aC. És la primera persona sorda que es menciona a la història.
Era net de Quint Pedi, cònsol l'any 43 aC, i besnebot de Juli Cèsar. Com que era sord de naixement, el seu parent, l'orador Messala li va ensenyar pintura, després d'haver aconseguit el permís d'August. Va arribar a una considerable excel·lència en aquest art, però va morir quan encara era jove.
Plini el Vell en parla a la seva Història Natural.